# 岸田雪子
岸田 雪子（きしだ ゆきこ、1970年4月2日 - ）は、ホリプロ所属のニュースキャスター、ジャーナリスト。東海大学客員教授。こども家庭庁こども家庭審議会部会委員。元日本テレビ放送網報道局記者、キャスター、報道解説委員、テレビプロデューサー。

## 略歴
東京都出身。身長162cm。血液型O型。父親は元日本テレビ社員で元文教大学教授の岸田功。既婚。夫も日本テレビの記者。息子1人。東京大学新聞研究所（現在の東京大学大学院情報学環教育部）修了。

### 日本テレビ入社後
1993年4月1日、日本テレビに入社。入社後すぐ『NNNきょうの出来事』の企画ディレクターに就任しドキュメンタリー特集制作。
1994年、報道局社会部記者。阪神淡路大震災、オウム真理教事件等を取材。その後文部省（現・文科省）担当記者。いじめ問題等子どもをめぐる課題を継続取材、特集制作。
1996年、報道局政治部記者。自民党担当記者として政局、政策取材。
2000年 - 2002年、『NNNニュースプラス1』のフィールドキャスター兼ディレクターに就任。
2002年、新番組『真相報道 バンキシャ!』立ち上げに ディレクターとして参加。
2004年10月、報道キャスター就任。 『ズームイン!!SUPER』、『ザ!情報ツウ』（のちに『スッキリ！！』に継続）を担当。キャスターと報道デスクを兼務し、番組コーナーを制作しながらスタジオから伝え、解説を務める。衆参の選挙特番では情勢解説キャスター等も務める。
2006年、新番組『NEWS ZERO』立ち上げ時 プロデューサーとして参加。
2007年、第一子出産、育児のため休業
2009年、復帰後、『おもいッきりDON!』報道デスクに就任。
2010年3月、報道キャスター復帰し 『DON!』の「NEWSエクスプレス」ニュースキャスター就任。
2011年3月28日、『スッキリ!!』ニュースコーナー再担当。同時に、豊田順子アナウンサーの後任として『情報ライブ ミヤネ屋』「最新ニュース」コーナーキャスターを隔週担当。
2014年3月31日、BS日テレ報道討論番組『深層NEWS』の金曜MCに就任。
2015年、『情報ライブミヤネ屋』出演中の宮根誠司とのかけあいがきっかけとなり、「第4回 ベストフンドシストアワード2014」授賞。
2016年12月23日、約3年間、金曜MCを担当した『深層NEWS』を卒業。
2016年12月29日、『情報ライブ ミヤネ屋』の「最新ニュース」コーナー担当を卒業。
2017年、報道局解説委員に就任。
2018年6月15日、20年以上に及ぶ教育現場取材を生かし、子どもたちの命を守るための処方箋を記した「いじめで死なせない」（新潮社）を出版。
2018年12月、24年在籍した日本テレビ退職。
2019年、東海大学客員教授、社会科学研究所員に就任。日本発達心理学会員就任。
2019年、ホリプロと契約。テレビ朝日『中居正広のキャスターな会』レギュラー出演。
フジテレビ『Mr.サンデー』（コメンテーター）、『バイキング』（政治・社会解説）、TBS『まるっと!サタデー』（コメンテーター）『はやドキ!』（金曜ニュース解説）、読売テレビ『そこまで言って委員会NP』（パネラー）TBSラジオ『伊集院光とらじおと』（火曜ニュース解説）TOKYO MX『モーニングCROSS』（コメンテーター）など出演多数（詳細後述）
2019年、渋谷のラジオで教育委員会に自ら協力依頼し新番組『渋谷のセンセイ』を立ち上げ、パーソナリティ兼プロデューサーに就任。「学校を地域に開く」をテーマに活動。
2021年12月、「スウェーデンに学ぶ 幸せな子育て　子どもの考える力を伸ばす聴き方 伝え方」出版（三笠書房）。国際的な子ども支援団体セーブザチルドレンの協力を得て、世界で広がる親支援プログラム「ポジティブディシプリン」を参考にした、親子コミュニケーション術を記す。
2023年4月、こども家庭庁発足と同時に、こども家庭審議会の基本政策部会委員に就任。日本初のこども施策の憲法にあたる「こども大綱」策定を審議。「こども大綱」は同年12月に閣議決定。
2023年、「防災士」資格試験に合格、資格取得。
2023年、国立東京博物館アンバサダー就任。同博物館の評議員に就任。

## 出演番組

### テレビ
- 中居正広のニュースな会→中居正広のキャスターな会→中居正広の土曜日な会（2019年5月 - 、テレビ朝日）
- Mr.サンデー（フジテレビ）コメンテーター
- 旬感LIVE とれたてっ!（関西テレビ）コメンテーター
- 報道ライブ インサイドOUT（2021年12月3日 - 2024年9月20日、日本BS放送）キャスター
- ネクストcompany（日本BS放送）キャスター
- バイキング（フジテレビ）
- ミヤネ屋（日本テレビ）
- スッキリ（日本テレビ）
- Mr.サンデー（フジテレビ）
- まるっと!サタデー（TBSテレビ）
- はやドキ!（TBSテレビ）
- モーニングCROSS（TOKYO MX）
- バラいろダンディ（TOKYO MX）
- そこまで言って委員会NP（読売テレビ）
- ミント!（毎日放送）
- チャント!（CBCテレビ）
- 深層NEWS（2019年2月4日 - 3月1日、BS日テレ）キャスター出演。
- Abema Prime（AbemaTV）
- ABEMA的ニュースショー（AbemaTV）

### ラジオ
- 渋谷のセンセイ（渋谷のラジオ）※月1第1土曜日
- 伊集院光とらじおと（TBSラジオ）※火曜　ニュース解説
- STEP ONE（J-WAVE）
- 岩瀬惠子のスマートNEWS（ラジオ日本）
- くにまるジャパン極（文化放送）
- 志の輔ラジオ 落語DEデート（文化放送）
- ザ・フォーカス（ニッポン放送）
- くにまる食堂（文化放送、2025年4月2日、9:00 - 10:59）

### WEB
- 岸田雪子のBloomRoom（citrus）

### 日本テレビ在籍時代
- NNNニュースプラス1
- NNNニュースSUPER
- DON!（2010年3月29日 - 2011年3月25日）
- 深層NEWS（2014年4月 - 2016年12月23日）※隔週金曜
- スッキリ!!（2006年4月3日 - 2006年9月29日、2011年3月28日 - 2016年12月29日）
- 情報ライブ ミヤネ屋（2011年3月28日 - 2016年12月29日、読売テレビ）

## 著書
- 『いじめで死なせない 子どもの命を救う大人の気づきと言葉』新潮社、2018年6月15日
- 『スウェーデンに学ぶ　幸せな子育て　子どもの考える力を伸ばす　聴き方 伝え方』三笠書房、2021年12月